# 楊智淵
楊智淵（1990年1月21日—），臺灣社運人士，曾参与创建臺灣民族黨，該黨以「推動臺灣成為獨立主權國家並加入聯合國」為綱領。2022年8月3日，其於中國大陸福建經商居住期間，遭温州市国安局逮捕並拘留。

## 家庭背景
杨智渊出身自本省人与外省人结合的家庭。其曾祖父曾是參與過太平洋戰爭的台籍日本兵，而外祖父則是曾參與國共內戰徐蚌會戰的中華民國國軍基層軍官。

## 人物经历
2006年，杨智渊就读中学期间开始从事政治活动，曾加入國家社會主義學會。
2008年曾加入民主进步党，曾任民进党中央党部暨台湾青年志工队“校园青年驻校代表”，时任民进党主席蔡英文亲自颁发聘书；参与野草莓学运，曾任民进党台中市党部青年发展委员会会长，一年后退党。
2009年9月19日，任本土社團發起之“919睡衣呛马大游行”总指挥，诉求中華民國總統马英九自动停薪。
2010年4月3日，赴台灣基督長老教會柳原教會出席鄭南榕追思會，演講鄭南榕精神。
2011年7月10日，与黄华、高金郎、刘重义等人一同成立台灣民族黨。
2014年，与友人吳柏瑋组成“三民主義青年團”（与1938至1947年期间中国国民党的青年團體同名），期间曾跟统派政党中華統一促進黨总裁張安樂会面谈合作。统促党曾想吸收杨投入选举。
2014年3月26日，太陽花學運期間，杨智渊担任台中市数十民众组成的“326公民行動聯盟”的总召集人，到中国国民党台中市党部前抗议。
2015年从國立中興大學历史系毕业后，到新北市发展。
2016年，曾经跟随中華統一促進黨一同前往上海市，获南京市长、上海副市长等官员接见。
2018年左右创立“国民阵线”，在网络上积极跟藍營及統派青年联络。

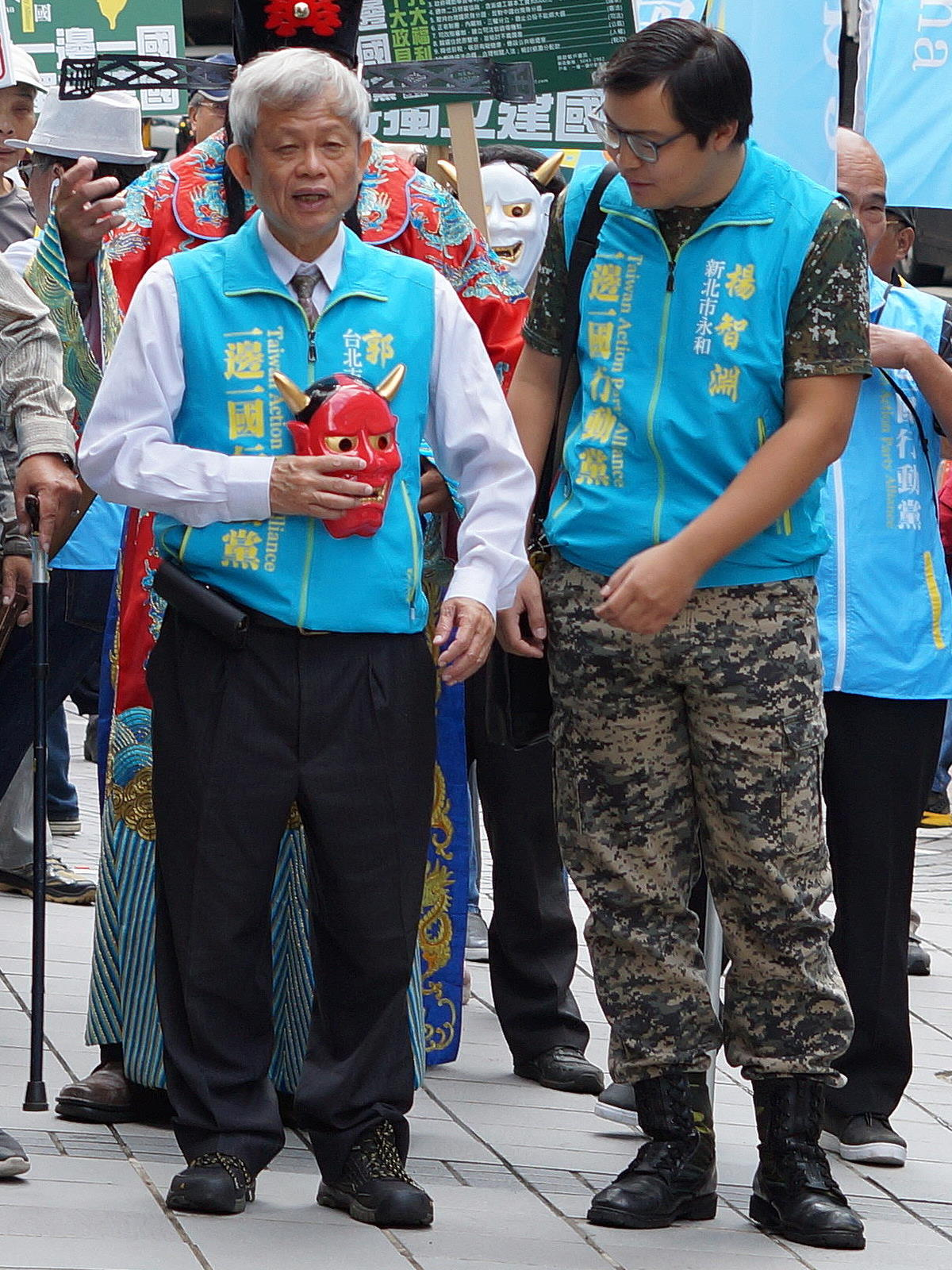
郭正典（左）與楊智淵（右）率隊赴高嘉瑜服務處抗議

2019年，接任台湾民族党副主席，推行“急独”路线。同年，应陈水扁邀请，并由周崇德提名，以双重党籍身份，代表一边一国行动党参选2020年新北市第九選舉區立法委员。香港反对逃犯条例修订草案运动开始后，杨智渊支持香港反对派。10月27日晚，与台灣基進北市立委参选人顏銘緯率领数十位獨派青年与中國國民黨籍政治人物韓國瑜的支持者发生街头冲突。11月，到台北地检署控告前行政院新闻局秘书郭冠英违反《中華民國國家安全法》。11月30日，與臺北榮民總醫院醫師暨一邊一國行動黨臺北市第四選舉區立法委員候選人郭正典發動支持者赴民進黨臺北市第四選舉區立委候選人高嘉瑜服務處抗議，批評高嘉瑜「背骨」。
2020年1月，获得900票，落选新北市永和区立法委员，票数远低于获得102108票的国民党籍当选者林德福，于1月19日退出一边一国行动党。7月，被同選區的參選人陳愷寧指控性骚扰。
2022年1月9日，出境前往中国大陆福建省厦门市，随后超过6个多月没有回台，故被外界认为其选择留在大陆发展，并报名参加在浙江省温州市举行的围棋比赛，最后于8月3日在该市被捕。

### 被捕
2022年8月3日，杨智渊被中华人民共和国浙江省温州市國家安全局以“涉嫌分裂國家犯罪和煽動分裂國家犯罪”為由刑事拘捕。国台办发言人马晓光当晚回应，“国家安全机关依法对涉嫌危害国家安全犯罪的台独分子採取措施，这充分说明凡是以身试法的“台独”顽固分子，都逃脱不了国家法律的严惩”，但中華民國行政院表示，目前法務部與陸委會尚未接獲陆方通報。 
前桃园市议员王浩宇在社交媒体上表示“在被捕之前杨智渊已在中国发展”。后来在三立新闻台的电话采访中，王浩宇表示，大概在一两年前，杨跟“白狼”（指張安樂）去中国大陆参访之后，就定居在那里，以为他已经脱离台独阵营、加入中共，没想到还是被抓了。
杨智渊友人吳柏瑋表示，据他了解，杨这次到中国大陆“應該是參與圍棋比賽，同時也有些經商活動，政治信仰絕非台獨”。
2022年8月10日，中国中央电视台表示，溫州市國家安全局已變更楊智淵刑事強制措施，將拘傳轉為「指定居所監視居住」，于8月5日通知其家屬，是继李明哲后，遭中国大陆指定居所监视居住的台湾人。
2022年9月16日，陸委會召開記者會聲援楊智淵，表示其應無罪，呼籲大陆當局釋放其回台。
2023年4月25日，杨智渊一案由浙江省温州市国家安全局侦查终结，并移送温州市检察院审查起诉。浙江省检察机关对杨智渊批准逮捕。
2024年8月26日，温州市中级人民法院判处杨智渊分裂國家罪罪名成立，判处有期徒刑九年，剥夺政治权利三年。

## 政见
杨智渊于2008年加入民主进步党，一年后，意识到泛绿阵营与泛蓝阵营在国家意识上存在巨大差距。他曾同时与统独政党来往；他认为两岸应保持友好关系，并推动中国大陆民主化。他认为两岸人口同属于华人社会，不要因为反共而反华。其友人吳柏瑋称“理论上杨应该是统派”；许多蓝营青年表示杨被抓“不可思议”。
2016年，提出“国家至上、第三位置、坚决反共、抵御外侮”的口号。
2019年11月，作为一邊一國行動黨不分区立委提名人，杨智渊表示，无法认同洪秀柱的“一中同表”，又认为蔡英文的两岸政策“没有自己主见”，因此要“督促蔡总统落实两岸一边一国”。此外，杨智渊斥责民主进步党“没什么小路用”，并呼吁将政党票投给小党，让小党进入立法院，“不要让民进党继续傲慢下去”。
908台灣國運動总会长周崇德表示，杨在台湾没有发展舞台，很有可能是被利诱赴中国大陆，碰巧遇到佩洛西访台，就被逮捕做外宣。